# Circondario di Teltow
Il circondario di Teltow (in tedesco Kreis Teltow) era un circondario tedesco, esistito dal 1835 al 1952 nel Brandeburgo.
Comprendeva il territorio circostante la capitale, Berlino, posto a sud del fiume Sprea, e il suo pendant settentrionale era il circondario del Niederbarnim. Con la creazione della "Grande Berlino", il 1º ottobre 1920, il circondario di Teltow perse molti territori, che furono aggregati alla città.
Il circondario prendeva nome dall'altopiano di Teltow, che a sua volta derivava il nome dall'omonima città.

## Storia
Il circondario di Teltow nacque nel 1835 dalla ridenominazione del precedente circondario di Teltow-Storkow. Come il suo predecessore, il circondario era compreso nella provincia prussiana del Brandeburgo, e all'interno di questa apparteneva al distretto governativo di Potsdam.
Il capoluogo era originariamente nella città di Teltow, ma nel 1871 fu trasferito a Berlino, a causa dell'espansione demografica dei centri suburbani confinanti con la capitale. Alcuni di questi centri, trasformatisi in città industriali, vennero staccati dal circondario ed elevati al rango di città extracircondariale (Charlottenburg nel 1877, Rixdorf e Schöneberg nel 1899, Deutsch Wilmersdorf nel 1907).
Le autorità circondariali si opposero, talvolta con risultati assurdi, ad ulteriori distacchi, perché queste città erano fonte di grandi introiti per l'amministrazione. Ad esempio, la città di Steglitz, che nel 1920 contava 84.000 abitanti, non ottenne mai il titolo di città, e continuò a mantenere lo status di "comune rurale" (Landgemeinde) all'interno del circondario. Nel 1908 il circondario contava 6 città (Cöpenick, Mittenwalde, Teltow, Teupitz, Trebbin e Zossen), 129 comuni rurali e 58 Gutsbezirk.
Con la creazione della "Grande Berlino", tuttavia, tutte le zone suburbane vennero annesse alla città, e il circondario perse così 450.000 abitanti, vale a dire il 90% della sua popolazione. In particolare, furono annessi a Berlino la città di Köpenick, i comuni rurali di Adlershof, Alt-Glienicke, Berlin-Britz, Berlin-Friedenau, Grunewald, Berlin-Johannisthal, Berlin-Lankwitz, Berlin-Lichterfelde, Berlin-Mariendorf, Berlin-Marienfelde, Berlin-Niederschöneweide, Berlin-Schmargendorf, Berlin-Steglitz, Berlin-Treptow, Bohnsdorf, Buckow, Grünau, Lichtenrade, Müggelheim, Nikolassee, Rudow, Schmöckwitz, Tempelhof, Wannsee e Zehlendorf, e i territori agricoli (Gutsbezirk) di Berlin-Dahlem, Cöpenick-Forst, Grünau-Dahmer Forst, Grunewald-Forst, Heerstraße, Klein-Glienicke, Pfaueninsel e Potsdamer Forst.
Nel 1939 il circondario perse anche la città di Babelsberg e il comune rurale di Drewitz, annessi alla città di Potsdam.
Nel 1945 il circondario contava 6 città (Königs Wusterhausen, Mittenwalde, Teltow, Teupitz, Trebbin e Zossen), 105 comuni e 4 Gutsbezirk.
Nel 1952 la Repubblica Democratica Tedesca emanò una legge di riordino dei circondari. Il circondario di Teltow fu disciolto e il territorio suddiviso fra i circondari di Königs Wusterhausen e di Zossen.

## Suddivisione amministrativa
Al 1º gennaio 1945, il circondario comprendeva:
- città di Königs Wusterhausen; Mittenwalde; Teltow; Teupitz; Trebbin; Zossen
- comuni di Ahrensdorf; Alexanderdorf; Bestensee; Blankenfelde; Boddinsfelde; Brusendorf; Christinendorf; Dabendorf; Dahlewitz; Deutsch Wusterhausen; Diedersdorf; Diepensee; Egsdorf; Eichwalde; Fahlhorst; Fern Neuendorf; Freidorf; Gadsdorf; Gallun; Genshagen; Glasow; Glienick b. Zossen; Gräbendorf; Gröben; Groß Beeren; Groß Beuthen; Groß Kienitz; Groß Köris; Groß Machnow; Groß Schulzendorf; Groß Ziethen; Güterfelde; Gussow; Halbe; Horstfelde; Jühnsdorf; Jütchendorf; Kallinchen; Kerzendorf; Kiekebusch; Klausdorf; Klein Beeren; Klein Beuthen; Klein Kienitz; Klein Köritz; Klein Machnow; Klein Schulzendorf; Kliestow; Krummensee; Kummersdorf; Lindenbrück; Löpten; Löwenbruch; Ludwigsfelde; Lüdersdorf; Märkisch Wilmersdorf; Mahlow; Mellensee; Miersdorf; Motzen; Nächst Neuendorf; Neuendorf b. Teupitz; Neuhof; Nudow; Nunsdorf; Osdorf; Pätz; Philippsthal; Ragow; Rangsdorf; Rehagen; Rotberg; Ruhlsdorf; Saalow; Schenkendorf b. Königs Wusterhausen; Schenkendorf (Kreis Teltow); Schönefeld; Schöneiche; Schöneweide; Schünow; Schulzendorf b. Eichwalde; Schwerin; Selchow; Senzig; Siethen; Sperenberg; Sputenberge; Sputendorf b. Groß Beeren; Staakow; Stahnsdorf; Struveshof; Telz; Teurow; Thyrow; Töpchin; Tornow; Waltersdorf; Waßmannsdorf; Wiesenhagen; Wietstock; Wildau; Wünsdorf; Zeesen; Zernsdorf; Zeuthen
- Gutsbezirk di Kummersdorf, Artillerie-Schießplatz; Kummersdorfer Forst; Wusterhausener Heide; Zehrensdorf